# Indobathynella prehensilis
Genre
Espèce
Indobathynella prehensilis, unique représentant du genre Indobathynella, est une espèce de crustacés malacostracés de la famille des Bathynellidae.

## Distribution
Cette espèce est endémique d'Andhra Pradesh en Inde.

## Publication originale
- Ranga Reddy & Totakura, 2012 : Indobathynella prehensilis n. gen., n. sp., an Aberrant Species of Bathynellacea (Eumalacostraca) from India. Journal of Crustacean Biology, vol. 32, no 2, p. 281-293.